# Mistrzostwa Polski w Boksie 1934

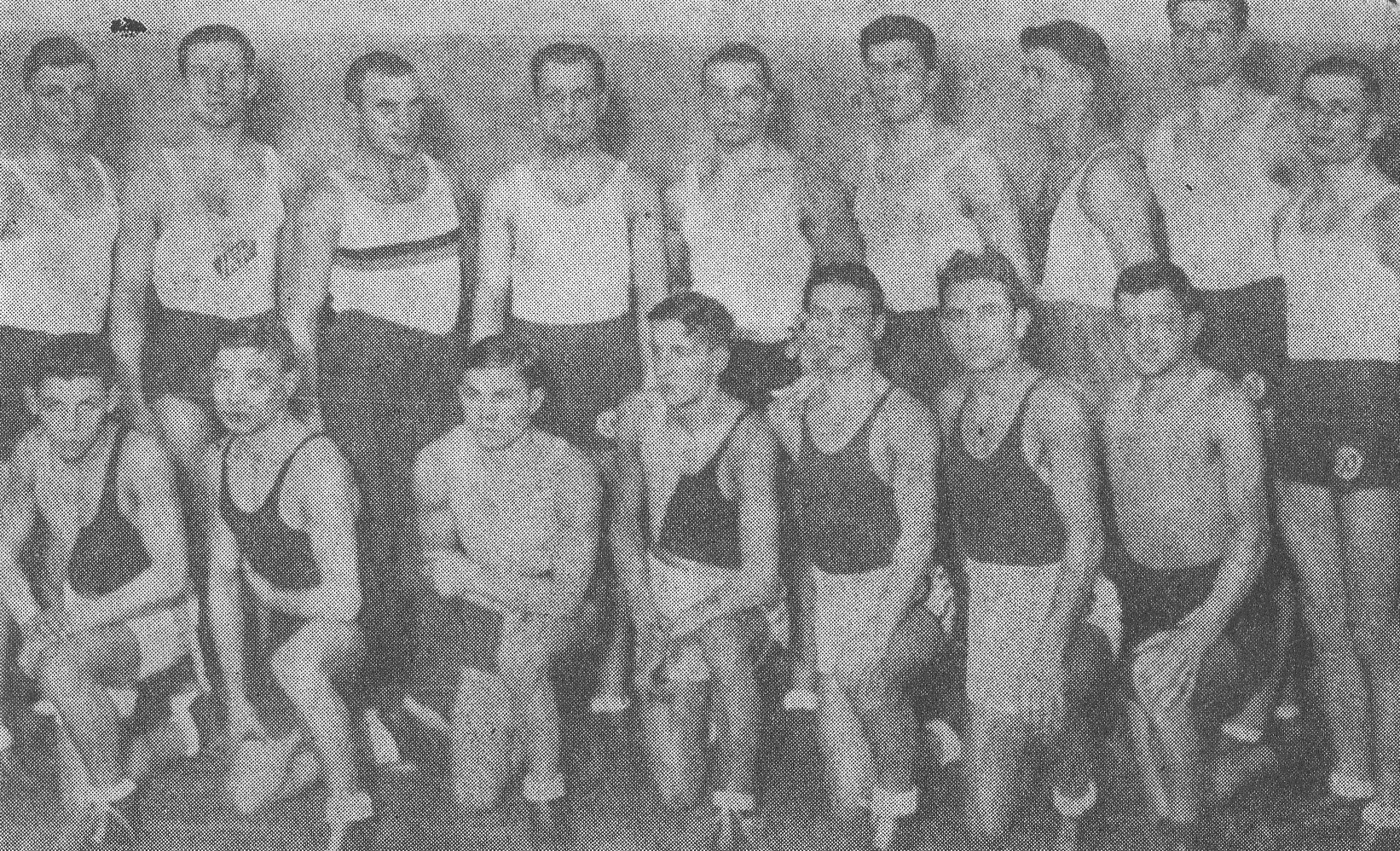
Finaliści mistrzostw Polski w boksie mężczyzn w Poznaniu w 1934 roku. Klęczą od lewej: Antoni Czortek, Szapsel Rotholc, Tadeusz Rogalski, Tomasz Kozłowski, Jerzy Rudzki, Mieczysław Forlański, Mieczysław Chrostek i Janisław Sipiński. Stoją od lewej: Adam Seweryniak, Wolf Stahl, Bolesław Leoniak, Witold Majchrzycki, Walerian Karpiński, Roman Antczak, Stanisław Piłat i Aleksander Chistowski

11. Mistrzostwa Polski w boksie mężczyzn odbyły się w dniach 2−4 marca 1934 roku w Poznaniu.

## Medaliści
| Kategoria:                    | Złoto:                              | Srebro:                                | Brąz:                                                                    |
| waga musza (do 50,8 kg)       | Antoni Czortek (GKS Grudziądz)      | Szapsel Rotholc (Gwiazda Warszawa)     | Stanisław Górecki (Jagiellonia Białystok) Henryk Juszczyk (Wisła Kraków) |
| waga kogucia (do 53,5 kg)     | Tadeusz Rogalski (Warta Poznań)     | Tomasz Kozłowski (GKS Grudziądz)       | Leon Kazimierski (Polonia Warszawa) Wiktor Moczko (PKS Katowice)         |
| waga piórkowa (do 57,2 kg)    | Mieczysław Forlański (Warszawianka) | Jerzy Rudzki (Naprzód Lipiny)          | Czesław Cyraniak (Warta Poznań) Tadeusz Matuszczyk (PKS Katowice)        |
| waga lekka (do 61,2 kg)       | Janisław Sipiński (Warta Poznań)    | Mieczysław Chrostek (Wawel Kraków)     | Czesław Banasiak (IKP Łódź) Czesław Taborek (IKP Łódź)                   |
| waga półśrednia (do 66,7 kg)  | Adam Seweryniak (Skoda Warszawa)    | Wolf Stahl (IKP Łódź)                  | Stanisław Anioła (Warta Poznań) Jan Matiukow (Ognisko Wilno)             |
| waga średnia (do 72,6 kg)     | Witold Majchrzycki (Warta Poznań)   | Bolesław Leoniak (Pogoń Lwów)          | Henryk Chmielewski (IKP Łódź) Stanisław Ożarek (YMCA Warszawa)           |
| waga półciężka (do 79,4 kg)   | Roman Antczak (Skoda Warszawa)      | Walerian Karpiński (CWS Warszawa)      | Franciszek Przybylski (Błękitni Poznań) Ernest Wurm (Polonia Przemyśl)   |
| waga ciężka (powyżej 79,4 kg) | Stanisław Piłat (Warta Poznań)      | Aleksander Chistowski (Gedania Gdańsk) | Ryszard Krenz (HCP Poznań) Leon Szkwarkowski (Lechia Lwów)               |